# Adunați (Prahova megye)
Adunați  község és falu Prahova megyében, Munténiában, Romániában. A hozzá tartozó települések: Ocina de Jos és Ocina de Sus. Adunați település régi elnevezései: Adunați-Prahoviței, Adunații Proviții vagy Adunații-Proviței.

## Fekvése
A település az ország középső részén található, a megyeszékhelytől, Ploieştitől ötven kilométerre északnyugatra. A község a Provița és a Prahova völgyekben helyezkedik el, melyek párhuzamosan, dél-délkeleti irányban futnak és egy kisebb lankásabb fennsíkban végződnek. A völgyeket alkotó hegyek közül a nyugatabbra esőek elérik a 900 méteres magasságot (Sultanului-, Măgura-, Seciului-csúcs), a keleten találhatóak mintegy száz méterrel alacsonyabbak (Stâlpului-, Basa-, Sticleți-, Starmini-csúcs).

## Története
A 19. század végén Ocina néven Prahova megye Peleșul járásához tartozott és Adunați-Prahoviței (a mai Adunați), Valea Bradului valamint Băltișul falvakból állt, összesen 1342 lakossal. Ebben az időszakban a községnek volt egy iskolája valamint egy 1850-ben felszentelt temploma.
1925-ös évkönyv szerint Peleș járás része volt, és Adunații Proviții (a mai Adunați), Ocina de Jos valamint Ocina de Sus falvakból állt, 2146 lakossal.
1938-ban Prahova megye Sinaia járásához tartozott.
1950-ben közigazgatási átszervezés alapján, a prahovai régió Câmpina rajonjához került, majd 1952-ben a Ploiești-i régióhoz csatolták.
1968-ban ismét megyerendszert vezettek be az országban, a község az újból létrehozott Prahova megye része lett. Ekkor alakították ki mai határait.

## Lakossága
| Nemzetiségek | 2002 | 2002   |
| ------------ | ---- | ------ |
| Románok      | 2277 | 99,95% |
| Magyarok     | 1    | 0,04%  |
| Összesen     | 2278 | 100,0% |

## Látnivalók
- Ortodox templom – alapkövét 1881-ben helyezték el.
- Az 1877–1878-as és az 1916–1918-as háborúkban elesettek hősi emlékműve, 1925-ben állították fel a település központjában.
- Vâlceaua Pietrei természetvédelmi rezervátum.